# Pamprincipiologismo
O pamprincipiologismo constitui no fenômeno de produção de princípios sem normatividade, normalmente com o fim de fundamentar decisões judiciais.
No Brasil, o panprincipiologismo é relacionado à hermenêutica neoconstitucional, constituindo-se uma patologia desta corrente. Nesse contexto, verifica-se que a criação destes princípios acabam por dar ar de legitimidade e racionalidade de decisões arbitrárias de magistrados, rebelando-se da opção legislativa.. Esta prática é verificada sobretudo nas decisões do Supremo Tribunal Federal, em que se afasta determinada norma jurídica infraconstitucional sob o argumento de aplicação de um princípio implícito na Constituição.. Busca-se, através da criação dos princípios, em unir o Direito à moral, a caminho do realismo moral.